# Свинчук Олександр Юрійович
Олекса́ндр Ю́рійович Свинчук (23 січня 1986 — 4 серпня 2014) — український військовик, учасник війни на сході України, солдат Збройних сил України. Кавалер ордена «За мужність» III ступеня, почесний громадянин Нововолинська.

## Життєпис
Народився Олександр Свинчук 23 січня 1986 у місті Нововолинську. Навчався майбутній воїн у Нововолинській ЗОШ № 3. Тривалий час Олександр Свинчук працював у пожежно-рятувальній частині. Зі спогадів колишніх співробітників пожежної частини, в роботі Олександр завжди відрізнявся сміливістю та рішучістю. З роботи у пожежно-рятувальній частини Олександр Свинчук звільнився у 2012 році. Із початком бойових дій на сході України пішов до лав Збройних Сил добровольцем. Служив у лавах 51-ї механізованої бригади. Під час бойових дій був поранений, але знову повернувся в стрій. 5 серпня (за іншими даними 4 серпня) 2014 року Олександр Свинчук загинув від осколкового поранення в бою за стратегічну висоту Савур-Могила.

Удома в загиблого героя залишились тільки батьки, він був єдиним сином у родині.
Похований Олександр Свинчук на кладовищі в рідному місті Нововолинську.

## Нагороди
17 липня 2015 року — за особисту мужність і героїзм, виявлені у захисті державного суверенітету та територіальної цілісності України, вірність військовій присязі під час російсько-української війни, відзначений — нагороджений орденом «За мужність» III ступеня (посмертно).

## Вшанування пам'яті
20 грудня 2014 року на будівлі Нововолинської ЗОШ № 3, де навчався майбутній воїн, встановлено меморіальні дошки на честь Павла Попова та іншого полеглого героя війни — Володимира Пушкарука, який загинув під Іловайськом.
9 квітня 2015 року в Нововолинську відбулось урочисте відкриття Стели Героям, на якій розміщені фотографії усіх жителів міста, які полягли під час Революції Гідності та війни на сході України: Сергія Байдовського, Романа Бірюкова, Сергія Бугайчука, Андрія Дрьоміна, Андрія Задорожнього, Ігора Кантора, Андрія Комаристого, Павла Попова, Володимира Пушкарука та Олександра Свинчука.